# Lucien Hubert (homme politique)
Pour les articles homonymes, voir Lucien Hubert et Hubert.
Ne doit pas être confondu avec Lucien Hubert (comédien).
Lucien Hubert, né le 27 août 1868 au Chesne (Ardennes) et mort le 18 mai 1938 à Charleville (Ardennes), est un homme de lettres et homme politique français.
L'homme politique, député des Ardennes puis sénateur du même département, se montre très actif dans le domaine des Affaires Étrangères, mettant son esprit caustique au service de ses idées. Républicain, radical, il reste attaché à l'Empire colonial français et à une conception traditionnelle d'une Europe « civilisatrice », même s'il se montre soucieux d'améliorer la situation des populations indigènes et de lutter contre les abus. Au-delà de l'action militaire et administrative dans les colonies, il met l'accent sur la diffusion de la langue et de la culture française. Pacifiste, il consacre beaucoup de son temps à l'Europe et à l'Allemagne. 
Il est délégué de la France à la Société des Nations puis ministre de la Justice pendant quelques mois, en 1929-1930.

## Biographie

### Naissance et jeunesse
Joseph Antoine Lucien Hubert est le fils de Nicolas Théodore Hubert et d'Alexandrine Virginie Carpentier. Il  suit des études à Paris, à l’École coloniale, 2, avenue de l'Observatoire.

### Écrivain, chansonnier, journaliste
Cet étudiant parisien a une vie de bohème et fréquente le milieu littéraire et artistique, dont Paul Verlaine, Frédéric-Auguste Cazals et Gustave Le Rouge.
Il est aussi chansonnier pendant ses jeunes années, se commettant notamment dans la convivialité du Caveau Latin, rue Gay-Lussac, et au Caveau du Soleil d'or, aux fameuses soirées de la Plume avec Jean Moréas et Léon Deschamps. Puis, continuant à tirer parti de ses talents littéraires, de son humour et de son esprit caustique, il devient journaliste, activité peut-être plus lucrative. 

### Député des Ardennes
En 1897, nouveau tournant, il se présente à des élections législatives anticipées, dans sa région d'origine, à la suite du décès d'un député républicain, Edmé Bourgoin. Il est élu. 
Âgé de moins de trente ans, il commence une longue carrière politique. Il restera député des Ardennes jusqu'en 1912. Il est en effet réélu en mai 1898, en avril 1902, en mai 1906 puis en avril 1910. 
Il se marie le 19 avril 1900 avec une jeune ardennaise de dix ans sa cadette, Berthe Constance Honorine Delbeck, fille du maire d'Autruche.
Républicain radical, il s'inscrit en 1905 au groupe de l'Union démocratique. Spécialiste des affaires étrangères et des colonies, il est à plusieurs reprises rapporteur à la Chambre sur des questions, des projets et des budgets relatifs à ces territoires, à l'agriculture, mais aussi aux poudres et salpêtres, et aux établissements d'artillerie. Il est chargé de quelques missions à Londres, Bruxelles, Berlin.
En 1905 toujours, bien qu'attaché à l'Empire colonial français et resté dans une vision très traditionnelle des rapports entre l'Europe «civilisatrice» et les peuples colonisés, il apporte son soutien, avec Paul Viollet, Francis de Pressensé, Gustave Rouanet et Georges Clemenceau, à un comité de protection et de défense des indigènes, réagissant contre des pratiques illégales et des abus au Congo.
Militant au sein de la Mission laïque française, il met l'accent sur l'importance de la diffusion de la culture française dans les territoires d'outre-mer,, dans un contexte de concurrence coloniale avec l'Allemagne, et à un moment où le géographe Onésime Reclus invente le concept de francophonie.
Il observe l'évolution de l'Allemagne, s’inquiète de sa puissance économique et de son influence accrue à l'international. Le passionné de littérature regrette aussi la disparition du mouvement romantique, porté au sommet par l'élite intellectuelle de ce pays durant le siècle précédent. Dans sa conférence à Berlin à la Deutsche Kolonialgesellschaft, en mars 1907, il plaide pour un rapprochement économique et financier, et une association d'intérêts entre les deux pays.

### Sénateur et ministre de la Justice

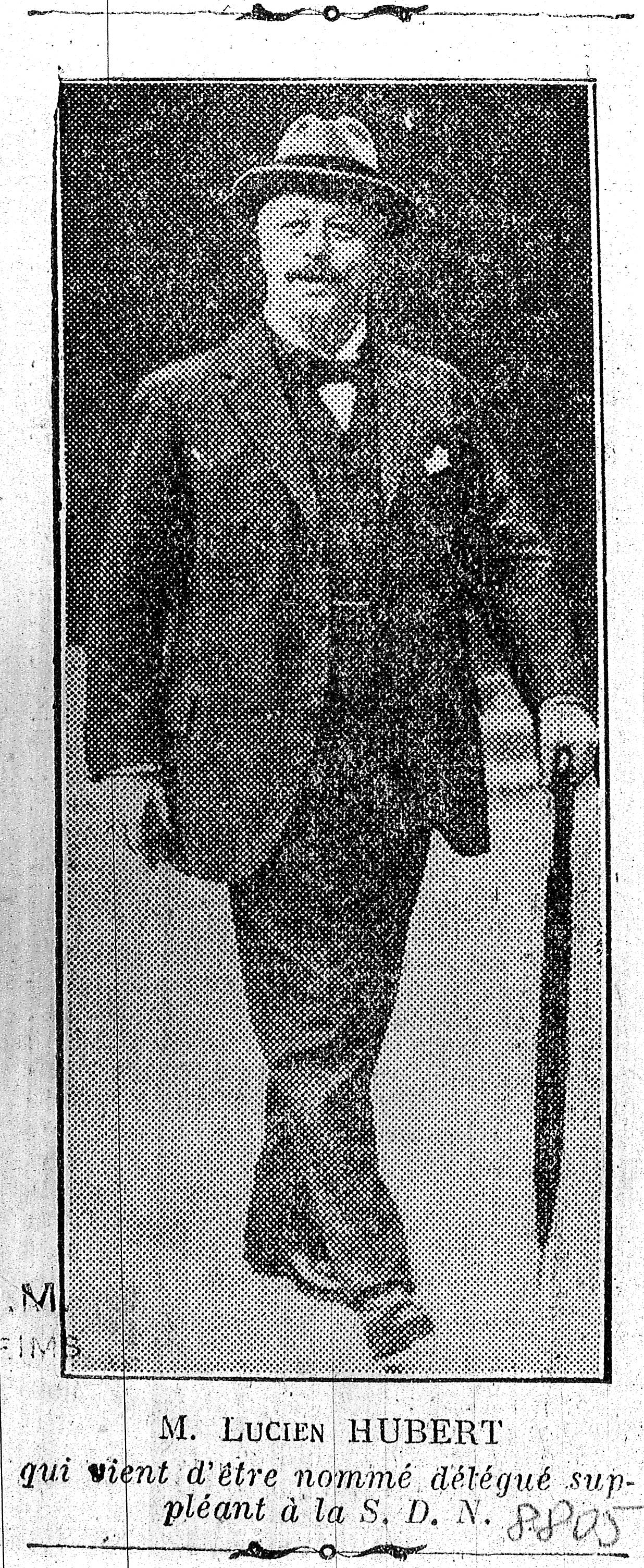
Lucien Hubert dans LÉclaireur de l'Est.

En 1912, juste avant la première guerre mondiale, il opte pour la Chambre Haute et est élu effectivement sénateur des Ardennes. Pendant la guerre de 1914-1918, il est désigné comme contrôleur aux armées pour l'artillerie et les munitions. Il est également membre des commissions de la défense nationale et des finances. Son épouse, membre très active du Comité Ardennais, s'efforce de venir en aide aux réfugiés ardennais en région parisienne et s'emploie auprès de pays neutres à apporter de l'aide aux populations restées sur place, dans les Ardennes, département entièrement occupé.
À la fin de la guerre, il découvre son département complètement dévasté et participe à l'effort de reconstruction. Le 3 août 1919, il accueille Georges Clemenceau visitant le Vouzinois.
Réélu le 9 janvier 1921 puis le 14 janvier 1930, il est rapporteur du budget des Affaires étrangères pendant sept ans de suite, ainsi que du budget des colonies. 
En août 1923, Lucien Hubert, en tant que sénateur et président du Conseil général accueille, en compagnie de Maurice Bosquette, son successeur comme député de Vouziers, le maréchal Pétain à Buzancy pour l’inauguration de la nouvelle statue du général Chanzy. Il accueille le même mois le président du conseil, Raymond Poincaré, à Charleville, dans un déplacement qui fera la une des journaux nationaux et étrangers, en pleine occupation de la Ruhr.
En 1925, il devient président de la commission des affaires étrangères, des colonies, des régions libérées du Sénat, président du Conseil économique des colonies, et président du Comité France-Belgique. 
En 1929, il écrit ce quatrain resté fameux au ministre de l'Agriculture qui voulait interdire une technique de chasse pratiquée en Ardennes, la tenderie aux grives :
« Tu veux nous supprimer la tenderie aux grives

Ton idée, ô ministre, est loin d'être une perle

Car si de nos oiseaux préférés tu nous prives

C'est pour te consoler de n'être, hélas, qu'un merle! »
Il n'a donc pas oublié sa terre d'origine, les Ardennes, et cumule d'ailleurs ses mandats nationaux avec des mandats politiques plus locaux. Il est en particulier conseiller général du canton du Chesne de 1903 à 1938, et président du Conseil général des Ardennes de 1924 à 1938.
Il est aussi administrateur des colonies, et délégué de la France à la Société des Nations, conformément à ses convictions pacifistes puis ministre de la Justice et Vice-président du Conseil du 3 novembre 1929 au 21 février 1930 dans le premier gouvernement de André Tardieu.
Il accepte à la même époque la vice-présidence de l'Association des Amis de Rimbaud, le président étant le poète Henri de Régnier, ce qui lui vaut dans le numéro 12 de la revue La Révolution surréaliste une lettre d'«Arthur Rimbaud à Monsieur Lucien Hubert, ministre de la Justice», illustrée d'une reproduction d'un tableau de Salvador Dalí, Les Plaisirs illustrés. On ne sait pas, par contre, qui tient le rôle d'Arthur Rimbaud pour écrire dans cette lettre (extrait) : 
« À propos, qui est donc ce Monsieur Rénier, votre supérieur hiérarchique par rapport à mon amitié? Sans doute un gros bonnet caropolmerdis, comme vous. C'est inouï ce que je commence à être bien vu des épicemards du Lieu. Les sots que vous gardez ne vous avaient sans doute pas dit qui j'étais. Ministre, je ne suis pas un bronze à inaugurer. Je suis de la canaille ». 
Nul doute que Lucien Hubert ait apprécié l'ironie de la situation, lui, l'ancien poète devenu le notable caropolmerdis.
Réélu en 1931, toujours comme sénateur des Ardennes, il est désigné en 1933 premier vice-président du Sénat. Il siège au Sénat jusqu'à sa mort en 1938. Constatant la montée du nazisme en Allemagne, il participe au Comité national de secours aux réfugiés allemands victimes de l'antisémitisme. Membre du parti colonial, il préside avant sa mort le Conseil supérieur de la France d'outre-mer.

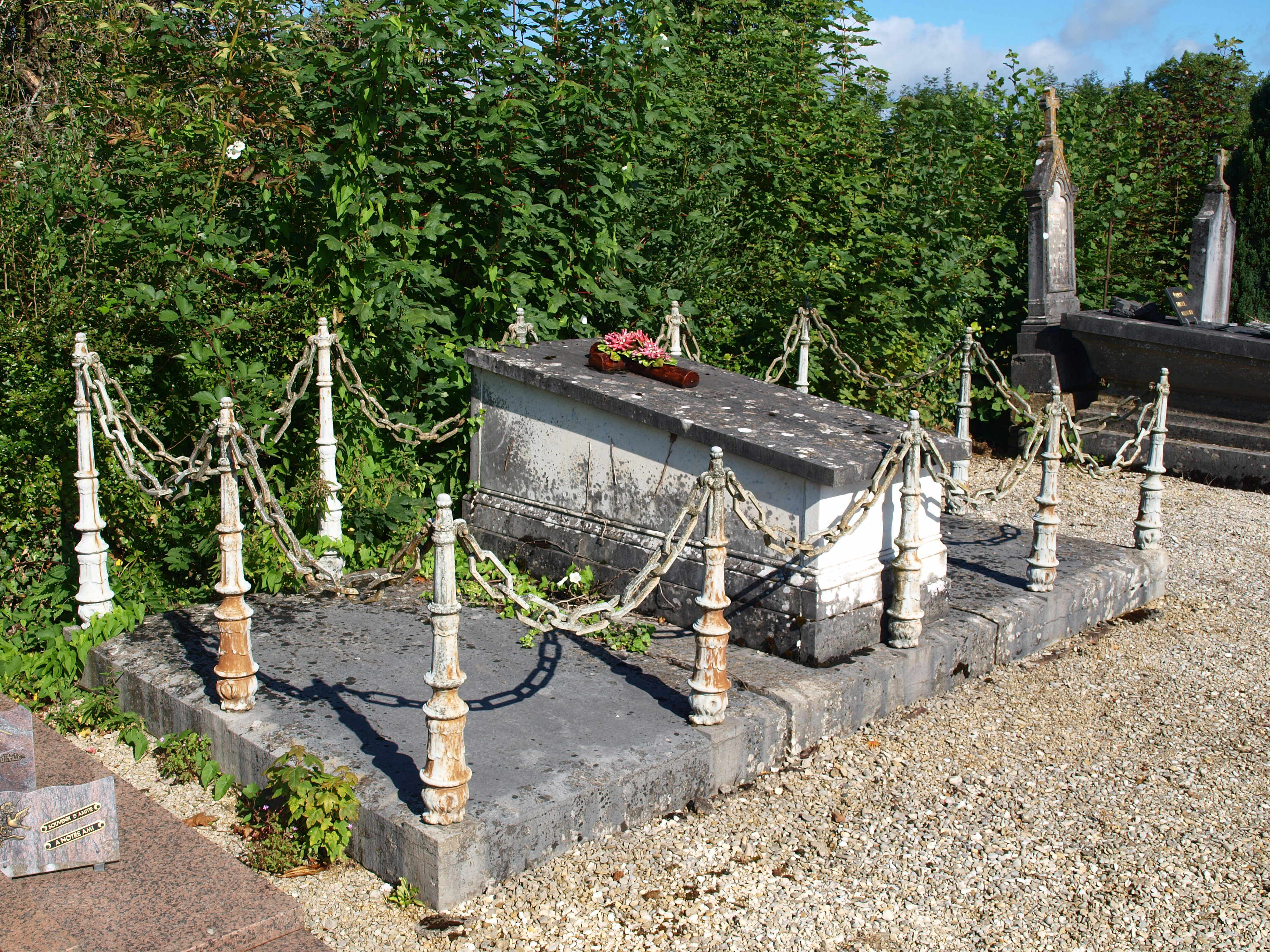
La tombe de Lucien Hubert au cimetière du Chesne à Bairon-et-ses-Environs (Ardennes).

Il décède en 1938 à Charleville.

## Œuvres
Il publie tout d'abord aux éditions Léon Vanier des poésies, chansons et textes divers, des plaquettes amusantes selon l'expression de Frédéric-Auguste Cazals et Gustave Le Rouge : Heures folles (recueil de poésie publié en 1888), La légende du champagne : fantaisies en vers (1890), Conte pour un petit roi (prose publiée en 1892), Fables-express (1892), En attendant mieux, Rimes d'amour et d'épée, Missel pour les jolies parisiennes. 
Il publie aussi différents textes sur l'histoire coloniale dont : La conquête du Congo : voyages émouvant et aventures dramatiques des explorateurs belges en Afrique, Éditions P.Maes, 1894.
Entré en politique et devenu une personnalité incontournable des Ardennes, de la chambre des députés puis du Sénat, les thèmes évoluent. Il se consacre à des ouvrages d'analyse politique sur ses domaines de prédilection, l'agriculture, les colonies, l'Allemagne, la politique étrangère de façon générale, et les Ardennes, parmi lesquels :
- Politique africaine, Éditions Dujarric, 1904.

- L'agriculture et la République, préface de Joseph Ruau, Librairie d'éducation nationale, 1906.

- L'Afrique occidentale française: Conférence faite à Berlin, le 15 mars 1907, Éditions A.Challamel, 1907.

- L'éveil d'un monde: l’œuvre de la France en Afrique occidentale, Éditions Félix Alcan, 1909.

- Politique extérieure. La jeune Turquie. La France et l'Europe, Éditions Félix Alcan, 1911.

- L'effort allemand. l'Allemagne et la France au point de vue économique, Éditions Félix Alcan, 1911.

- Avec ou contre l'Islam, 1913.

- L’effort brisé : la situation économique de l'Allemagne à la veille de la guerre, 1915.

- La question persane et la guerre: la rivalité anglo-russe en Perse : l'effort allemand : la politique persane : l'influence française, avec la collaboration de Gustave Demorgny, Éditions Payot, 1916.

- Une politique coloniale: le salut par les colonies, politique coloniale, les colonies pendant la guerre, politique islamique, politique marocaine, Éditions Félix Alcan, 1918.

- L'Islam et la guerre, Éditions A.Challamel, 1918.

- L'Allemagne peut payer: tableau général de la richesse allemande présenté par la Dresdner Bank, Berlin le 1er janvier 1913, Éditions Grasset, 1919.

- Les partis politiques et la révolution russe, avec la collaboration de Gustave Demorgny, Éditions Payot, 1919.

- Ce qu'il faut connaître de nos ressources coloniales, Éditions Boivin & Cie, 1928.

Il dédie également un ouvrage à deux auteurs ardennais :
- Deux Ardennais : Hippolyte Taine, Arthur Rimbaud, Éditions A.Messein, 1928.

### Sources
- « Lucien Hubert (homme politique) », dans le Dictionnaire des parlementaires français (1889-1940), sous la direction de Jean Jolly, PUF, 1960 [détail de l’édition]